# Josep Ignasi de March i de Santgenís
Josep Ignasi de March i de Santgenís (Reus, 15 de gener de 1750 - Talavera de la Reina, 1806) va ser un militar català expert en fortificacions.
Nascut de família noble, era fill de Salvador de March i Bellver i germà de Francesc de March i Bonaventura de March. No va tenir part en l'herència del seu pare i es va enrolar de jove en el Regiment de Dragons de Sagunt. El 1771 va estar a punt de deixar l'exèrcit per problemes de salut. El 1788 era sergent major del Regiment de Dragons de Numància i estava de guarnició a Pamplona. El gener de 1799 el seu regiment va passar a la guarnició de Tortosa. El 1797 tenia el grau de tinent coronel, i el 1802 va ser nomenat coronel del Quart Regiment d'Hússars voluntaris. Va morir el 1806 a Talavera de la Reina amb el grau de brigadier. És conegut per haver publicat un manual que va servir molts anys de text a les acadèmies militars, sobretot a l'Acadèmia Militar de Barcelona: Nociones militares, ò Suplemento a los Principios de fortificacion del Excmo. señor don Pedro de Lucuze. Barcelona: por Bernardo Pla, impressor, 1781, on dona pautes pel comportament dels oficials i nocions de fortificació en campanya.
L'any 1788 es va casar amb Maria Antònia de Doyle i Guarán, filla del tinent coronel i comandant del tercer esquadró del Regiment de Dragons de Sagunt, Miguel de Doyle. Els seus pares, per tal que pogués tenir la dignitat suficient el matrimoni, li van fer donació dels drets senyorials que percebien dels llocs i termes de Sant Sadurní de Garrigoles i de Sant Esteve de Maranyà.